# Toyohiro Akiyama

Toyohiro Akiyama (født 22. juli 1942) er en japansk journalist og rumturist, og den første japaner i rummet. I december 1990 købte det japanske firma Tokyo Broadcasting System syv dage ombord på den russiske rumstation Mir til Toyohiro.